# Lizz Wright
Pour les articles homonymes, voir Wright.
Lizz Wright est une chanteuse de jazz américaine née le 22 janvier 1980 à Hahira, une petite ville de l'État de Géorgie aux États-Unis.

## Biographie
Son père étant un homme d'église, Lizz a commencé à chanter du gospel et à jouer du piano à l'église pendant son enfance. C'est là qu'elle se découvrit une passion pour le jazz et le blues. Elle a suivi les cours de la Houston County High School, où elle a été très impliquée dans la chorale, allant même jusqu'à recevoir le National Choral Award (Prix National de Chorale). Par la suite, elle fait les bancs de la Georgia State University d'Atlanta pour étudier le chant avant d'étudier à la New School de New York puis à Vancouver.

## Carrière musicale

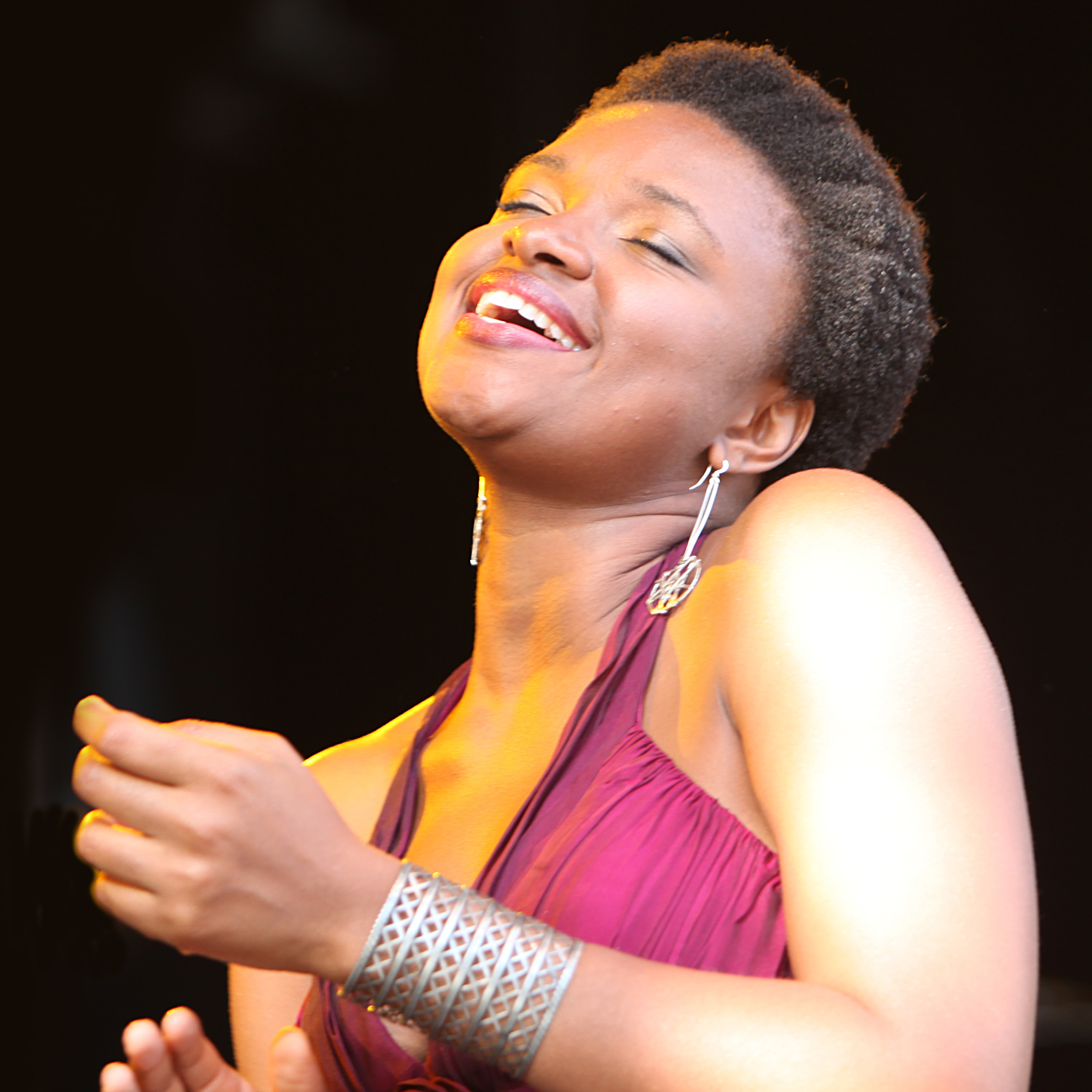
Lizz Wright en concert à Stockholm en 2009.

Ses premières apparitions discographiques se font au sein du quartet vocal In The Spirit en 2000, qui reçoit rapidement l'éloge des critiques, puis en 2002 en tant qu'invitée sur un titre de l'album The Pecan Tree du pianiste Joe Sample.
En 2002 toujours, elle signe un contrat avec le label de jazz Verve Records.
En 2003 sort l'album très jazz Salt, produit par Tommy LiPuma (Diana Krall, George Benson, David Sanborn...) ; il atteint la deuxième place des charts jazz contemporain du Billboard l'année suivante. En 2005, c'est la sortie de Dreaming Wide Awake, plus orienté soul et folk, produit par Craig Street (Me'shell Ndegeocello, Norah Jones, Cassandra Wilson...). Il atteint cette fois-là la première place de ce même classement au cours des années 2005 et 2006.
Chaque album obtient un succès considérable auprès des critiques. Son style, à mi-chemin entre soul, jazz et pop, lui vaut d'être comparée à des chanteuses comme Anita Baker, Regina Belle, Cassandra Wilson ou Tracy Chapman.
Cette même année 2005, elle apparaît également sur l'album Closer du saxophoniste David Sanborn sur une reprise de James Taylor, Don't Let Me Be Lonely Tonight. Après une apparition en 2006 sur l'album One More For The Road de l'harmoniciste Toots Thielemans, elle sort en 2008 son troisième album, The Orchard, produit par Craig Street et toujours dans la même veine soul / folk.
Suivront Fellowship en 2010, Freedom & Surrender en 2015. 
Dans Grace, paru en 2017, Lizz Wright rend hommage à la musique noire du sud des États-Unis : jazz, gospel, blues, en interprétant Ray Charles (What Would I Do), Allen Toussaint (Southern Nights), Nina Simone (Seems I'm Never Tired Lovin' You), Rosetta Tharpe (Singing In My Soul).

## Discographie

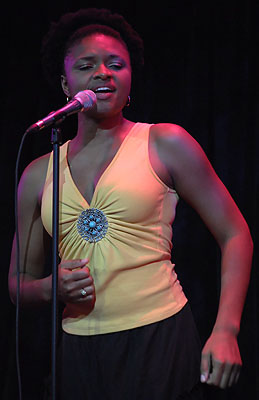
Lizz Wright en concert en 2008.

### Albums
- Salt (2003)
- Dreaming Wide Awake (2005)
- The Orchard (2008)
- Fellowship (2010)
- Freedom & Surrender (2015)
- Grace (2017)
- Holding Space (2022)
- Shadow (2024)

### Apparitions
- Joe Sample - The Pecan Tree (2002) sur No One But Myself to Blame et Fool's Gold
- Danilo Perez - ...Till Then (2003) sur ...Till Then et Fiddle and the Drum
- David Sanborn - Closer (2005) sur Don't Let Me Be Lonely Tonight
- Toots Thielemans - One More For The Road (2006) sur Come Rain or Come Shine
- Amos Lee - Supply and Demand (2006) sur Freedom (chœurs)
- Compilation - We All Love Ella. Celebrating the First Lady of Song (2007) sur Reaching for the Moon
- Compilation - Endless Highway - The Music of The Band (2007) sur Whispering Pines, avec Jakob Dylan
- Massimo Biolcati - Persona (2008) sur Stillness: Winterhouse

## Annexe